# Judith Dibar
Judith Dibar, née le 10 mai 1945, est une joueuse de tennis roumaine, active de la fin des années 1960 au début des années 1970.
Elle a notamment participé à la campagne 1973 de la Coupe de la Fédération et a permis à son équipe d'atteindre les demi-finales de la compétition.

## Palmarès

### Titre en simple dames
Aucun

### Finale en simple dames
Aucune

### Titre en double dames
Aucun

### Finale en double dames
Aucune

## Parcours en Grand Chelem

### En simple dames
| Année | Championnat d'Australie Open d'Australie | Championnat d'Australie Open d'Australie | Internationaux de France | Internationaux de France | Wimbledon       | Wimbledon      | US Open | US Open |
| ----- | ---------------------------------------- | ---------------------------------------- | ------------------------ | ------------------------ | --------------- | -------------- | ------- | ------- |
| 1968  | 1er tour (1/32)                          | Dorothy Whitely                          | 1er tour (1/64)          | Chantal Langanay         | -               | -              | -       | -       |
| 1969  | 1er tour (1/16)                          | Margaret Smith                           | 1er tour (1/32)          | Tiiu Kivi                | -               | -              | -       | -       |
| 1970  | 2e tour (1/16)                           | Lita Liem                                | -                        | -                        | -               | -              | -       | -       |
| 1973  | -                                        | -                                        | 2e tour (1/16)           | Betty Stöve              | 2e tour (1/32)  | Chris Evert    | -       | -       |
| 1974  | -                                        | -                                        | 3e tour (1/8)            | Olga Morozova            | 1er tour (1/64) | Tory Ann Fretz | -       | -       |

À droite du résultat, l’ultime adversaire.

### En double dames
| Année | Open d'Australie          | Open d'Australie        | Internationaux de France    | Internationaux de France | Wimbledon                 | Wimbledon              | US Open | US Open |
| ----- | ------------------------- | ----------------------- | --------------------------- | ------------------------ | ------------------------- | ---------------------- | ------- | ------- |
| 1969  | 1er tour (1/8) Helen Amos | Rosie Casals B. J. King | 3e tour (1/8) Eva Lundquist | Rosie Casals B. J. King  | -                         | -                      | -       | -       |
| 1973  | -                         | -                       | 1er tour (1/16) V. Ruzici   | E. Goolagong Janet Young | -                         | -                      | -       | -       |
| 1974  | -                         | -                       | -                           | -                        | 1er tour (1/32) Éva Szabó | M. Gurdal M. Van Haver | -       | -       |

Sous le résultat, la partenaire ; à droite, l’ultime équipe adverse.

### En double mixte
| Année | Open d'Australie | Open d'Australie | Internationaux de France   | Internationaux de France | Wimbledon | Wimbledon | US Open | US Open |
| ----- | ---------------- | ---------------- | -------------------------- | ------------------------ | --------- | --------- | ------- | ------- |
| 1969  | -                | -                | 1er tour (1/32) Sever Dron | F. Dürr J. Barclay       | -         | -         | -       | -       |
| 1973  | n/a              | n/a              | 2e tour (1/8) D. Haradau   | F. Dürr J. Barclay       | -         | -         | -       | -       |

Sous le résultat, le partenaire ; à droite, l’ultime équipe adverse.

## Parcours en Coupe de la Fédération
| #                                                                               | Date       | Lieu        | Surface      | Gagnante(s)                     | Perdante(s)                    | Score         |          |
|                                                                                 |            |             |              |                                 |                                |               |          |
| 1973 - 1er tour (groupe mondial) - Roumanie - Brésil - 3 : 0                    |            |             |              |                                 |                                |               |          |
| 1                                                                               | 01/05/1973 | Bad Homburg | Terre (ext.) | Judith Gohn                     | Andrea Menezes                 | 6-0, 6-0      | Parcours |
| 1                                                                               | 01/05/1973 | Bad Homburg | Terre (ext.) | Judith Gohn Mariana Simionescu  | Suzana Petersen Andrea Menezes | 6-1, 6-2      | Parcours |
|                                                                                 |            |             |              |                                 |                                |               |          |
| 1973 - 2e tour (groupe mondial) - Suède - Roumanie - 1 : 2                      |            |             |              |                                 |                                |               |          |
| 2                                                                               | 03/05/1973 | Bad Homburg | Terre (ext.) | Ingrid Löfdahl                  | Judith Gohn                    | 6-3, 3-6, 6-3 | Parcours |
| 2                                                                               | 03/05/1973 | Bad Homburg | Terre (ext.) | Judith Gohn Mariana Simionescu  | Ingrid Löfdahl Mimi Wikstedt   | 6-4, 2-6, 7-5 | Parcours |
|                                                                                 |            |             |              |                                 |                                |               |          |
| 1973 - 1/4 de finale (groupe mondial) - Roumanie - Grande-Bretagne - 2 : 1      |            |             |              |                                 |                                |               |          |
| 3                                                                               | 04/05/1973 | Bad Homburg | Terre (ext.) | Virginia Wade                   | Judith Gohn                    | 6-2, 6-3      | Parcours |
| 3                                                                               | 04/05/1973 | Bad Homburg | Terre (ext.) | Judith Gohn Virginia Ruzici     | Virginia Wade Joyce Barclay    | 7-5, 6-2      | Parcours |
|                                                                                 |            |             |              |                                 |                                |               |          |
| 1973 - 1/2 finale (groupe mondial) - Afrique du Sud - Roumanie - 2 : 1          |            |             |              |                                 |                                |               |          |
| 4                                                                               | 05/05/1973 | Bad Homburg | Terre (ext.) | Pat Pretorius                   | Judith Gohn                    | 6-4, 6-1      | Parcours |
| 4                                                                               | 05/05/1973 | Bad Homburg | Terre (ext.) | Brenda Kirk Pat Pretorius       | Judith Gohn Mariana Simionescu | 6-2, 4-6, 6-3 | Parcours |
|                                                                                 |            |             |              |                                 |                                |               |          |
| 1974 - 1/4 de finale (groupe mondial) - Allemagne de l'Ouest - Roumanie - 3 : 0 |            |             |              |                                 |                                |               |          |
| 5                                                                               | 13/05/1974 | Naples      | Terre (ext.) | Katja Ebbinghaus Helga Masthoff | Judith Gohn Virginia Ruzici    | 6-3, 1-6, 6-3 | Parcours |